# Świślina (rzeka)
Świślina – rzeka w Polsce, prawobrzeżny dopływ Kamiennej o długości 34,86 km. Jej źródła znajdują się w okolicach wsi Siekierno, na północ od Pasma Sieradowickiego Gór Świętokrzyskich. Uchodzi do Kamiennej w miejscowości Kunów.
Jej najważniejsze dopływy to prawobrzeżne Psarka i Pokrzywianka.
W 2005 roku na Świślinie otwarty został zbiornik Wióry, którego budowa trwała od 1978 roku. 